# Лано
Лано (фр. Lano, корс. Lanu) — коммуна во Франции, находится в регионе Корсика. Департамент коммуны — Верхняя Корсика. Входит в состав кантона Голо-Морозалья. Округ коммуны — Корте.
Код INSEE коммуны — 2B137.

## Население
Население коммуны на 2008 год составляло 22 человека.
| 1962 | 1968 | 1975 | 1982 | 1990 | 1999 | 2008 |
| ---- | ---- | ---- | ---- | ---- | ---- | ---- |
| 44   | 58   | 49   | 40   | 20   | 21   | 22   |

## Экономика
В 2007 году среди 9 человек в трудоспособном возрасте (15—64 лет) 6 были экономически активными, 3 — неактивными (показатель активности 66,7 %, в 1999 году было 20,0 %). Из 6 активных работали 6 человек (4 мужчины и 2 женщины), безработных не было. Среди 3 неактивных 2 человека были пенсионерами, 1 был неактивным по другим причинам.

## Фотогалерея

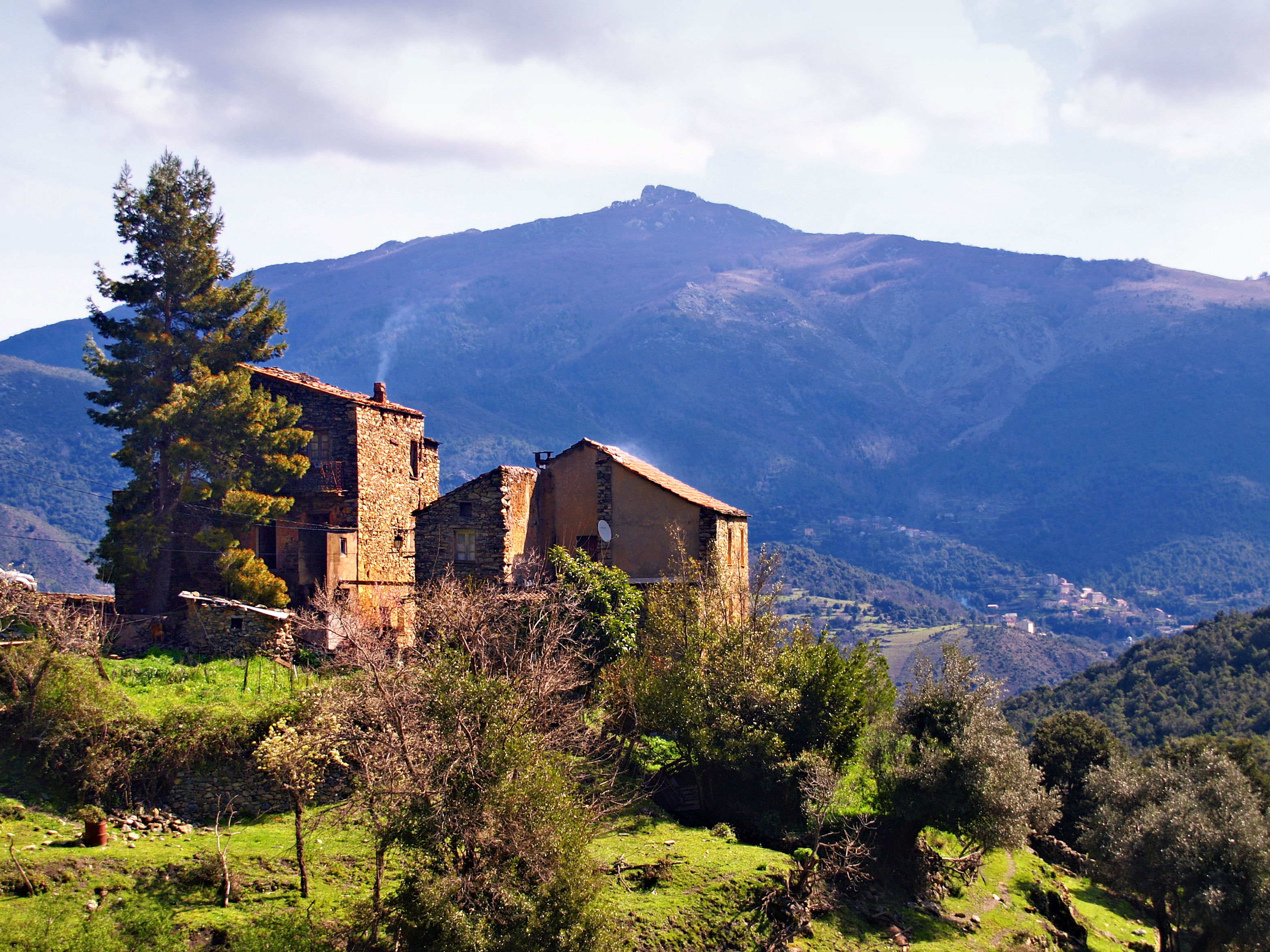
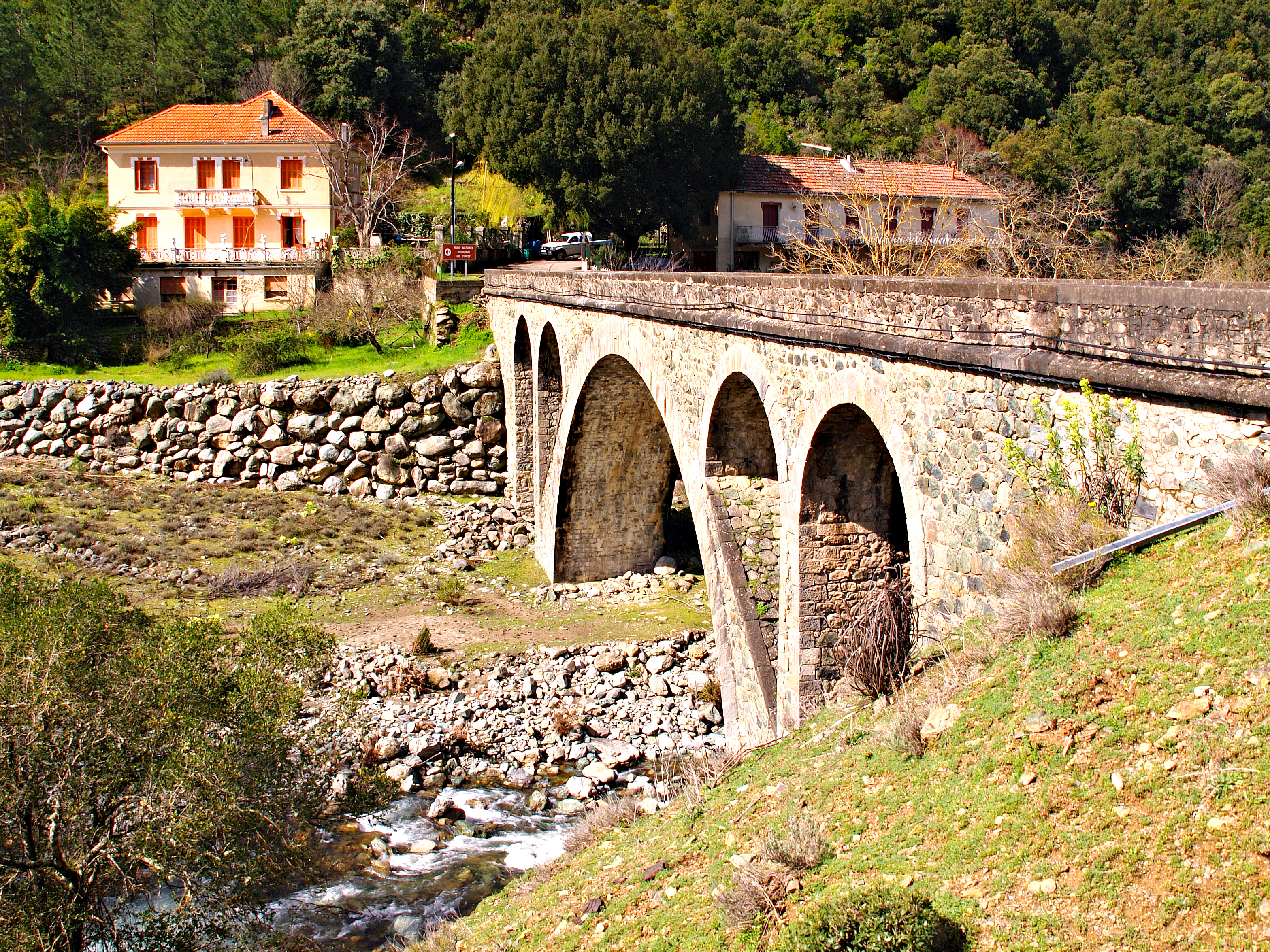
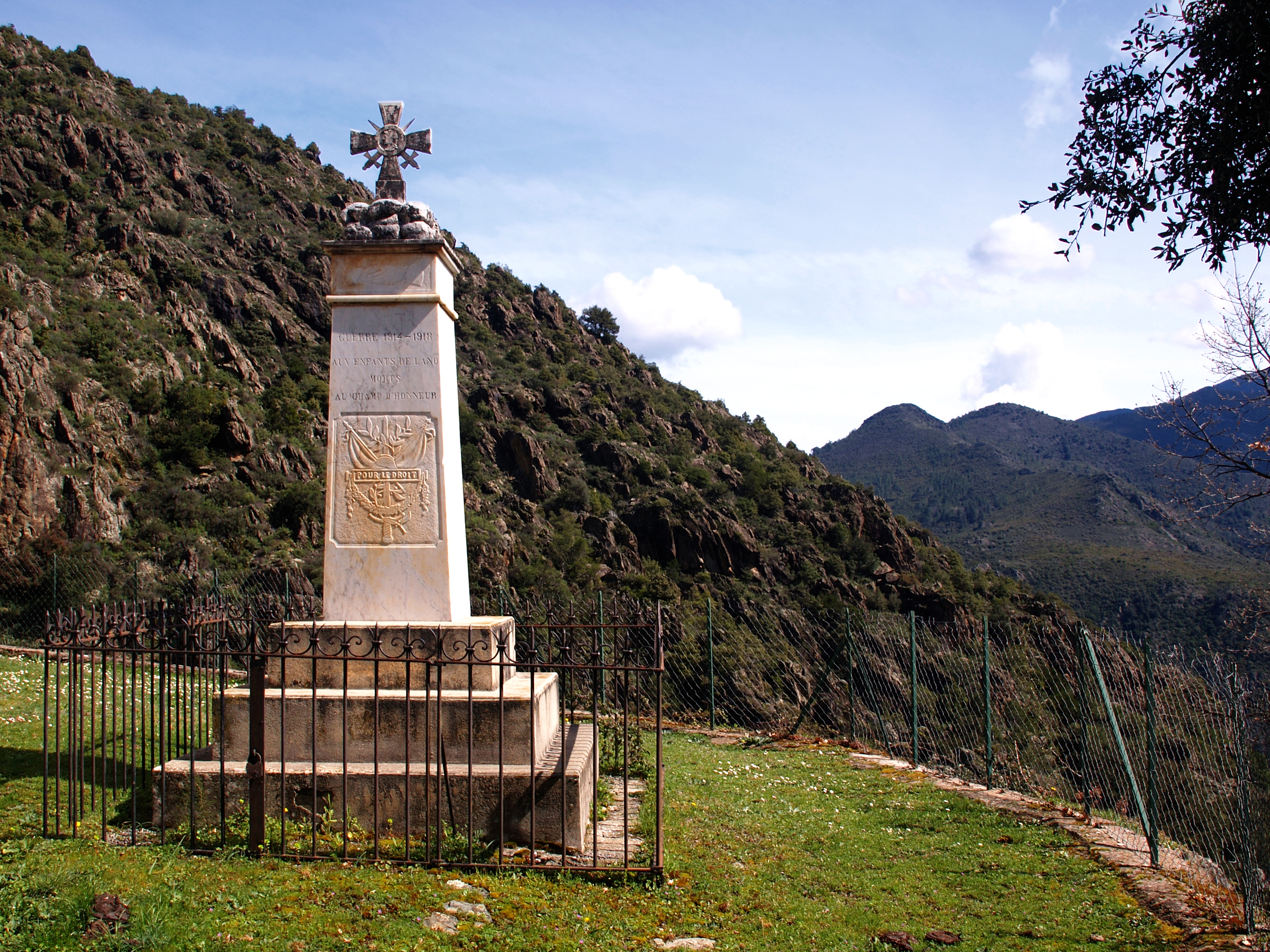
Мемориал
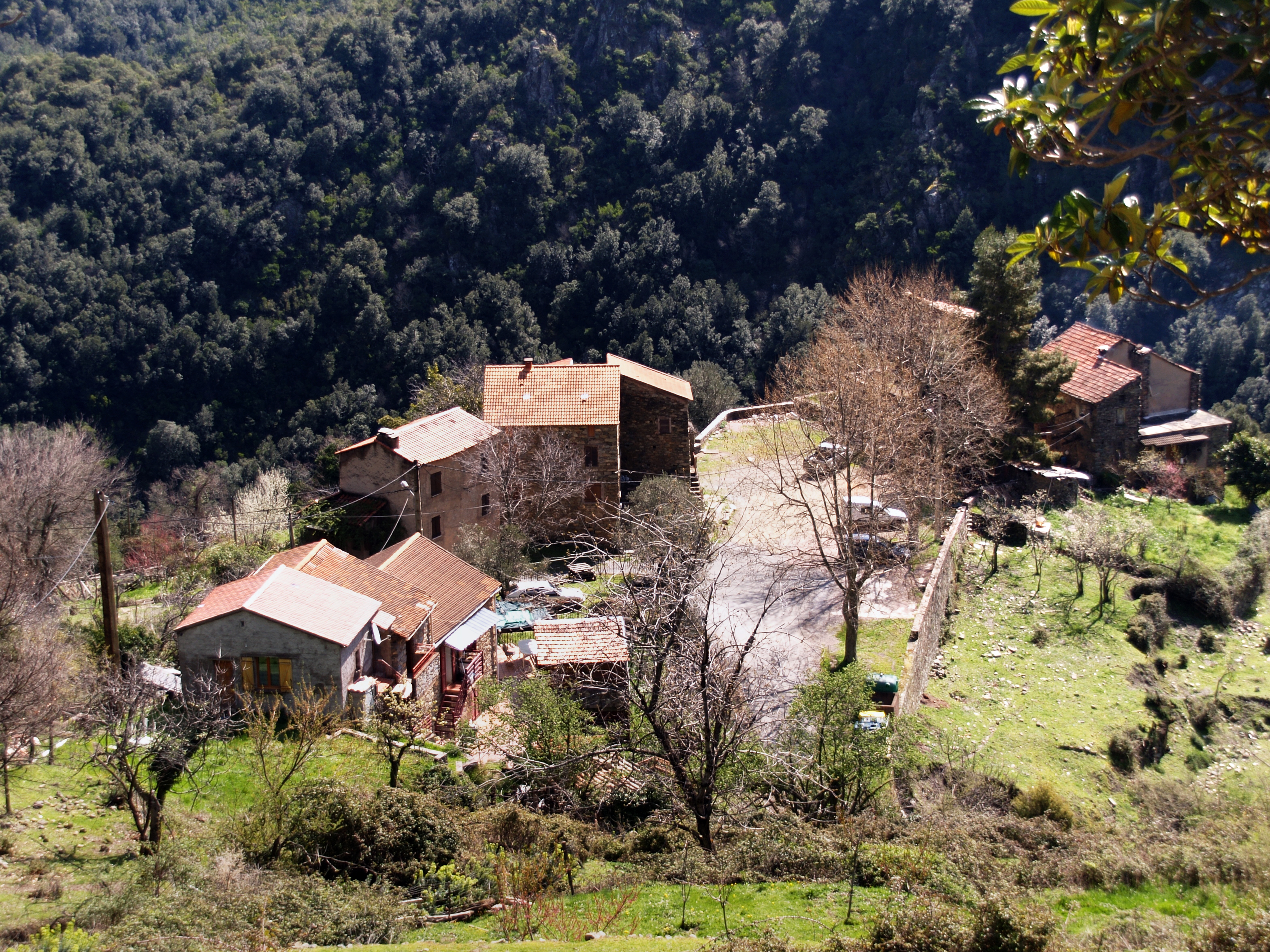
Лано